# Christophe Chevaux
Christophe Chevaux (né le 15 avril 1975 à Autun) est un athlète français spécialiste du 800 mètres, licencié à Autun Running. 
Dans la catégorie des vétérans, il a remporté plusieurs titres, notamment champion du monde sur 800 m et 1500 m en novembre 2016 à Perth (Australie), champion d'Europe en salle sur 800 m à Ancône (Italie) en mars 2016 et champion d'Europe sur 1 500 m en août 2014 à Izmir (Turquie) ; il est deux fois vice-champion du monde sur 800 m en octobre 2013 aux championnats du monde vétérans d'athlétisme en plein air à Porto Alegre au Brésil et en avril 2012 aux championnats du monde vétérans d'athlétisme en salle à Jyvaskyla en Finlande, 3e sur 1 500 m en octobre 2013 aux championnats du monde vétérans d'athlétisme à Porto Alegre au Brésil et deux fois vice-champion d'Europe sur 800 m en août 2012 aux Championnats d'Europe vétérans d'athlétisme en plein air, à Zittau en Allemagne et mars 2013 en salle, à Saint-Sébastien en Espagne En juin 2014, il est double champion de France sur 800 m et 1 500 m à Vénissieux ainsi que champion d'Europe sur 1 500 m, vice-champion d'Europe sur 800 m et le relais 4 × 400 m et médaille de bronze sur le relais 4 × 100 m à Izmir (Turquie).
La saison 2015 commence par un titre de Champion de France en salle à Nantes sur 1 500 m et termine deuxième sur 800 m et se prépare à disputer les Championnats d'Europe en salle qui se déroulent fin mars en Pologne mais doit déclarer forfait à la suite de la maladie de sa fille qui souffre d'aplasie médullaire. Après un arrêt de deux mois il se remet à l'entrainement et s'impose lors du meeting Areva au Stade de France sur 800 m début juillet et participe aux Championnats du Monde qui se déroule à Lyon en aout et termine 5e du 800 m puis décroche la médaille de bronze avec le relai 4 × 400 m.
Il est par ailleurs employé de la ville d'Autun. En avril 2012, il reçoit la médaille d'honneur de la ville d'Autun.
Depuis 2019, il est président du club Autun Running qu'il a créé et lancé en septembre 2019 avec plus de 150 licenciés

## Biographie

### Jeunesse et début
C'est dans le quartier de Saint-Pantaléon que Christophe Chevaux grandit. Il pratiqua l'athlétisme à l'USEP en primaire puis à l'UNSS et au Stade athlétique autunois avec comme entraîneur Théodore Grabowski. Ancien cuisiner au restaurant Les Ursulines, il obtient son CAP cuisine en 1994 mais il doit arrêter la pratique de l'athlétisme à la suite d'une opération du genou (maladie d'Osgood-Schlatter). Très investi dans la vie de son quartier à Saint-Pantaléon, il participera activement à la création de l'association Hypnos qu'il créa avec six amis d'enfance dont Beatbox Eklips.

### Retour en 2004
Père de trois enfants et animateur, il est entraîneur de football à l'AJSP, Association des jeunes de Saint-Pantaléon, équipe de football qui évoluait en Promotion de ligue mais quitte l'association, souhaitant se consacrer à l'un de ses enfants qui souffre d'un handicap. Il redécouvre la course à pied en 2004 en suivant les conseils de son ami Benchebra Mohamed avec qui il participe à une course locale La Montée de la croix et il se met en tête de remporter cette course, course célèbre pour les Autunois où seuls cinq d'entre eux ont inscrit leurs noms au palmarès en 29 éditions.
C'est chose faite en 2006 ; Le Journal de Saône-et-Loire titre alors « Christophe Chevaux réalise son rêve ». Continuant de courir, il devient notamment spécialiste du cross-country sur la distance courte en remportant le titre de champion de Bourgogne en 2008 à Talant en individuel et par équipe en 2008 et 2009. Luc Grenier devient son entraîneur en 2009 et se spécialise sur le 10 kilomètres en réalisant un chrono de 32 min 30 s au meeting de Louhans en 2009. Sur le conseil de son entraîneur, il réussit pour son premier 1 000 mètres un chrono de 2 min 33 s 77.

### 2010, début en équipe de France
C'est son entraîneur qui détecte en lui des qualités de vitesse et ils décident ensemble de s'orienter en 2010 vers le 1 500 mètres et le 800 mètres. Âgé de 35 ans, il participe pour la première fois aux Championnats d'Europe vétérans d'athlétisme à Nyiregyhaza en Hongrie sur 1 500 mètres en 2010 ; atteint d'une déchirure musculaire du mollet droit quelques semaines avant, Christophe Chevaux ne termine que 7e de la finale.

### 2011, la désillusion de Sacramento
Début janvier 2011, Christophe Chevaux établit un record de Saône-et-Loire sur 800 mètres en 1 min 56 s 55 au stadium Jean-Pellez d'Aubière. En mars 2011, après une préparation chaotique à la suite de blessures récurrentes au mollet et malgré son inexpérience relative de la salle, Christophe Chevaux se classe 7e des Championnats d'Europe sur 800 mètres et sur 1 500 mètres à Gand en Belgique. En juillet 2011, aux Championnats du monde vétérans à Sacramento aux États-Unis, après avoir remporté brillamment sa demi-finale sur 800 m, Christophe Chevaux chute en finale à 20 mètres de la ligne d'arrivée alors que le podium lui était acquis.

### 2012, la consécration

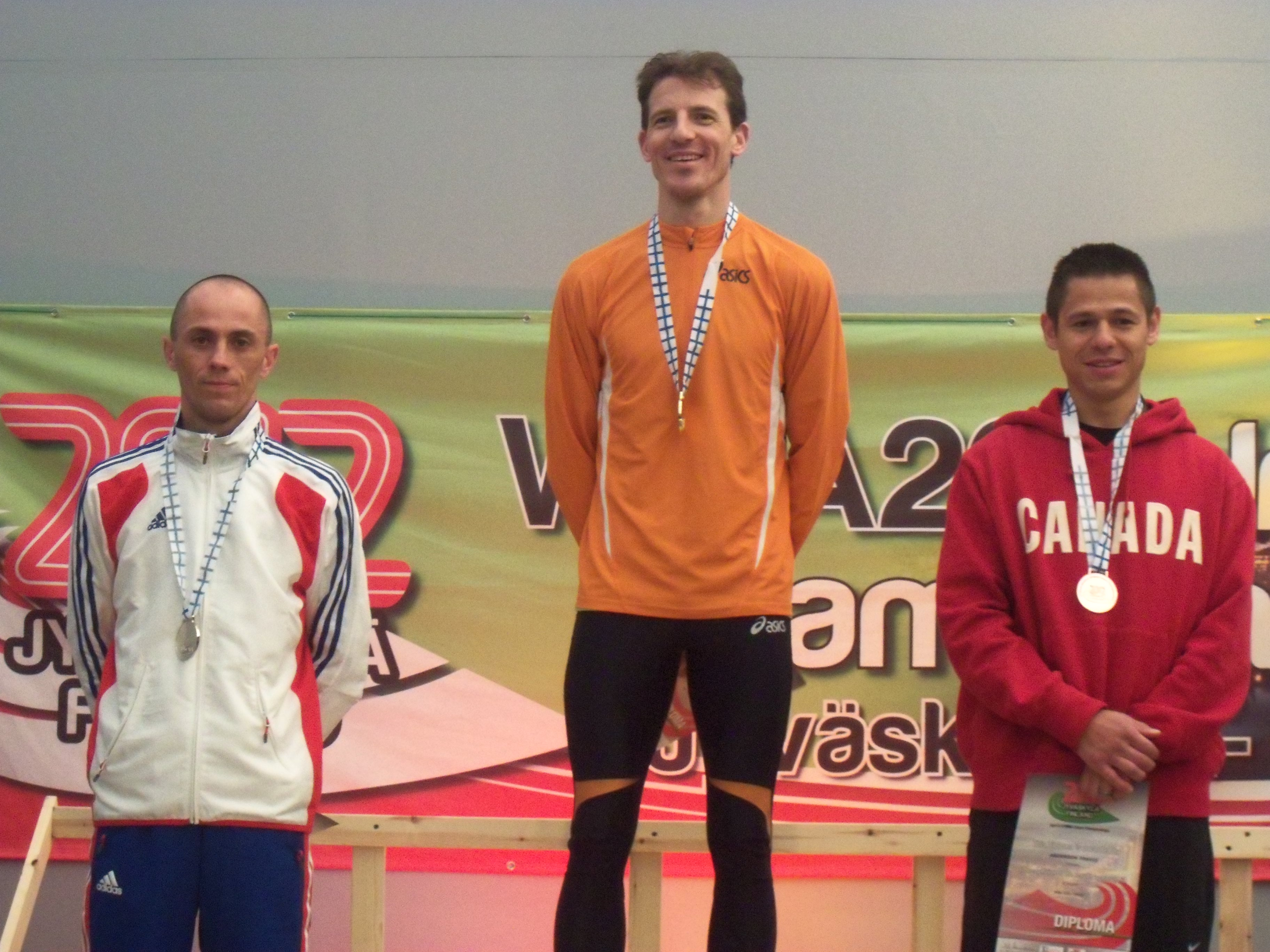
Podium des Championnats du Monde 800 mètres vétérans à Jyvaskyla

Dès septembre 2011, le seul objectif de Christophe Chevaux est d'aller cherche la médaille aux Championnats du monde en salle sur 800 mètres de Jyvaskyla en Finlande, en avril 2012 et d'effacer sa désillusion de Sacramento. Il réalise cet objectif en devenant vice-champion du monde sur 800 mètres. Âgé de 37 ans, Christophe Chevaux améliore son record sur 800 mètres en 1 min 55 s 22 au meeting de Moulins en juin 2012 et conserve son titre de champion de Bourgogne toute catégorie sur 800 m,. 

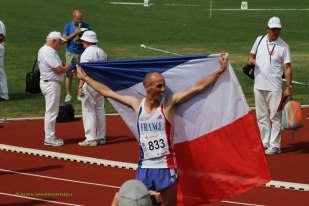
Christophe Chevaux se classe 2e et devient vice-champion d'Europe vétérans sur 800 m

En août 2012, Christophe Chevaux devient vice-champion d'Europe aux Championnats d'Europe vétérans d'athlétisme sur 800 mètres à Zittau en Allemagne. Cette compétition marque la fin de collaboration entre Christophe et son entraîneur Luc Grenier qui, avant de diriger son dernier entraînement au stade Saint-Roch avec l'athlète, déclare qu’« il a été indéniablement facile de construire avec Christophe. On n’a pas affaire à quelqu’un qui fait semblant et qui fuit l’entraînement et la compétition ».

### 2013, de nouveau vice-champion du Monde et d'Europe avec records

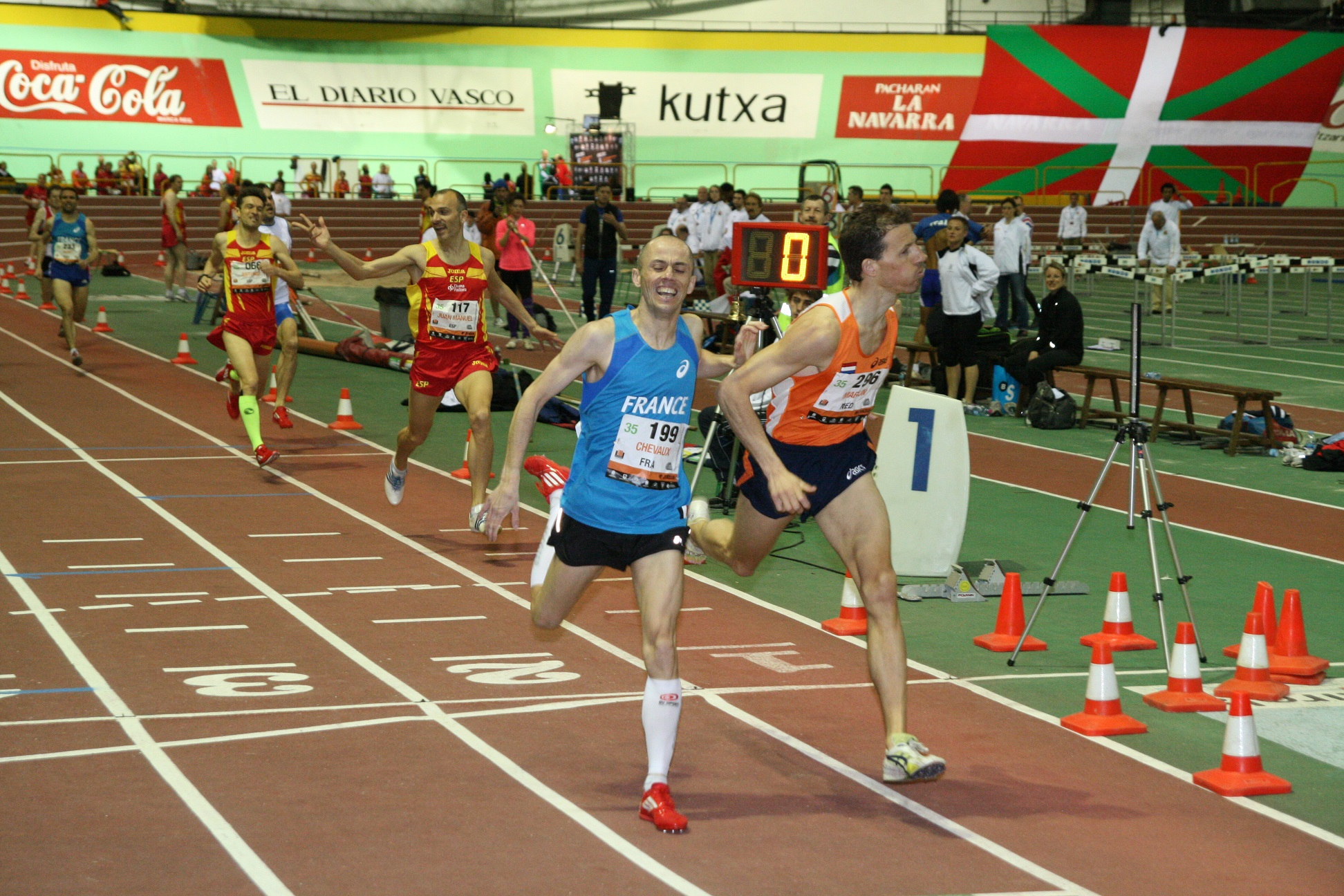
Finale Championnat d'Europe 2013 du 800 m Saint-Sébastien

Alors qu'il se prépare pour disputer les Championnats d'Europe vétérans de Saint-Sébastien en Espagne du 19 au 23 mars 2013, il établit un nouveau record départemental toutes catégories sur 800 mètres salle en 1 min 55 s 82 au stadium Jean-Pellez à Aubière.
C'est donc en forme que Christophe se présente pour participer aux Championnats d'Europe vétérans de Saint-Sébastien sur 800 m.
Après s’être imposé en demi-finale, il retrouve donc en finale son adversaire le Hollandais Marjin Van Putten qui par deux fois l'a privé d'or (Championnat d'Europe et du Monde en 2012). Dans une course très tactique, Christophe s'incline une nouvelle fois face au Hollandais pour seulement un petit centième et décroche la médaille d'argent.
En juin au meeting de Dijon, il améliore son record plein air en réalisant un temps de 1 min 54 s 44 sur 800 m et sur 400 m 52 s 02 ce qui lui permet de préparer sur des bases solides le prochain Championnat du Monde au Brésil.
En octobre 2013 au Brésil, il décroche une nouvelle médaille d'argent derrière le Vénézuélien Wilfredo Borotche, mais c'est sur 1 500 m qu'il crée la surprise en obtenant la médaille de bronze dans une course très tactique, à quelque dixième de la médaille d'or.

### 2014, champion d'Europe, 4 médailles européennes et doublé au championnat de France
En juin, pour la première fois les championnats de France qui se déroulent à Vénissieux sont ouverts aux athlètes ayant plus de 35 ans. Aligné sur 800 m et 1 500 m Christophe réalise le doublé.
Mais c'est lors des Championnats d'Europe qui se déroulent du 22 aux 31 août 2014 à Izmir (Turquie) que Christophe décroche enfin la médaille d'or ! Après avoir terminé 4 fois deuxième lors des championnats internationaux (dont trois derrière le Hollandais Marjin Van Putten), c'est lors de la finale du 1 500 m qu'il décroche le titre européen dans une course très tactique. La compétition se poursuit avec le 800 m où Christophe décroche la médaille d'argent. Le lendemain alors qu'il ne devait pas être dans le relais 4 × 100 m, il est retenu sur celui-ci pour pallier la blessure d'un sprinter et décroche le bronze. Enfin, lors de la dernière journée des championnats, il porte à quatre le nombre de médaille en se classant deuxième avec le relais de l'équipe de France du 4 × 400 m et devient ainsi l'athlète ayant gagné le plus de médailles sur ces championnats d'Europe.

### 2015, une année difficile
La saison 2015 commence par un titre de Champion de France en salle à Nantes sur 1 500 mètres et termine deuxième sur 800 mètres et se prépare à disputer les Championnats d'Europe en salle qui se déroule fin mars en Pologne mais doit déclarer forfait à la suite de la maladie de sa fille qui souffre d'aplasie médullaire. Après un arrêt de deux mois il se remet à l'entrainement et s'impose lors du meeting Areva au Stade de France sur 800 m début juillet et participe aux Championnats du Monde qui se déroule à Lyon en aout en ayant eu une préparation très chaotique et après avoir franchi les deux tours de qualification il termine 5e du 800 m puis décroche la médaille de bronze avec le relais 4 × 400 mètres.

### 2016, la reconquête
Après des mois compliqués, début mars 2016, ont lieu les championnats de France en salle à Nogent sur Oise et Christophe s'impose sur le 800 m et termine second sur le 1 500 m. Un mois plus tard après une course très tactique et ouverte, il devient pour la première fois champion d'Europe en salle sur 800 m à Ancône (Italie) devant l'espagnol Raul et le français Gomez et laisse augurer une belle saison 2016 ; il devient champion du monde sur 800 m et 1500 m en novembre 2016 à Perth (Australie).

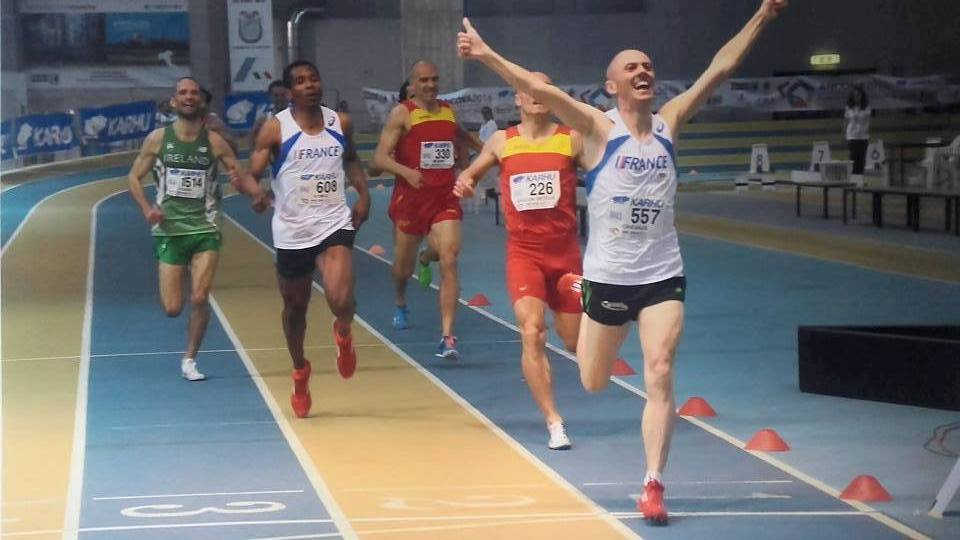
Champion d'Europe en salle sur 800 m, Ancône 2016.

## Palmarès
Champion de France salle sur 800 m en 2016
Vice-champion de France salle sur 1 500 m en 2016
Champion de France salle sur 1 500 m en 2015
Vice-champion de France salle sur 800 m en 2015
Champion de France piste sur 800 m en 2014
Champion de France piste sur 1 500 m en 2014

### International
| Année | Compétition                             | Lieu            | Résultat | Épreuve   |
| ----- | --------------------------------------- | --------------- | -------- | --------- |
| 2010  | Championnats d'Europe vétérans          | Nyiregyhaza     | 7e       | 800 m     |
| 2010  | Championnats d'Europe vétérans          | Nyiregyhaza     | 7e       | 1 500 m   |
| 2011  | Championnats d'Europe vétérans en salle | Gand            | 7e       | 1 500 m   |
| 2011  | Championnats d'Europe vétérans en salle | Gand            | 7e       | 800 m     |
| 2011  | Championnats du monde vétérans          | Sacramento      | 12e      | 800 m     |
| 2011  | Championnats du monde vétérans          | Sacramento      | 11e      | 1 500 m   |
| 2012  | Championnat du monde vétérans en salle  | Jyväskylä       | 2e       | 800 m     |
| 2012  | Championnats d'Europe vétérans          | Zittau          | 2e       | 800 m     |
| 2012  | Championnats d'Europe vétérans          | Zittau          | 4e       | 4 × 400 m |
| 2013  | Championnat d'Europe vétérans en salle  | Saint-Sébastien | 2e       | 800 m     |
| 2013  | Championnats du monde vétérans          | Porto Alegre    | 2e       | 800 m     |
| 2013  | Championnats du monde vétérans          | Porto Alegre    | 3e       | 1 500 m   |
| 2013  | Championnats du monde vétérans          | Porto Alegre    | 4e       | 4 × 400 m |
| 2014  | Championnats d'Europe vétérans          | Izmir           | 1er      | 1 500 m   |
| 2014  | Championnats d'Europe vétérans          | Izmir           | 2e       | 800 m     |
| 2014  | Championnats d'Europe vétérans          | Izmir           | 3e       | 4 × 400 m |
| 2014  | Championnats d'Europe vétérans          | Izmir           | 2e       | 4 × 100 m |
| 2015  | Championnats du monde vétérans          | Lyon            | 5e       | 800 m     |
| 2015  | Championnats du monde vétérans          | Lyon            | 3e       | 4 × 400 m |
| 2016  | Championnat du Monde vétérans           | Perth           | 1er      | 1500m     |
| 2016  | Championnat du Monde vétérans           | Perth           | 1er      | 800 m     |
| 2016  | Championnat d'Europe vétérans en salle  | Ancône          | 1er      | 800 m     |

## Récompenses
- 2012 : médaille d'honneur de la ville d'Autun[40]
- 2015 : Vainqueur du Meeting AREVA au Stade De France[38].